# Johann Friedrich Blumenbach
Johann Friedrich Blumenbach (11 de maig del 1752 - 22 de gener del 1840) fou un antropòleg, metge i psicòleg alemany. Fou el creador de l'anomenada antropologia física, que s'ocupava de l'estudi de la morfologia dels diversos grups humans segons el mètode de l'anatomia comparada.

## Obra

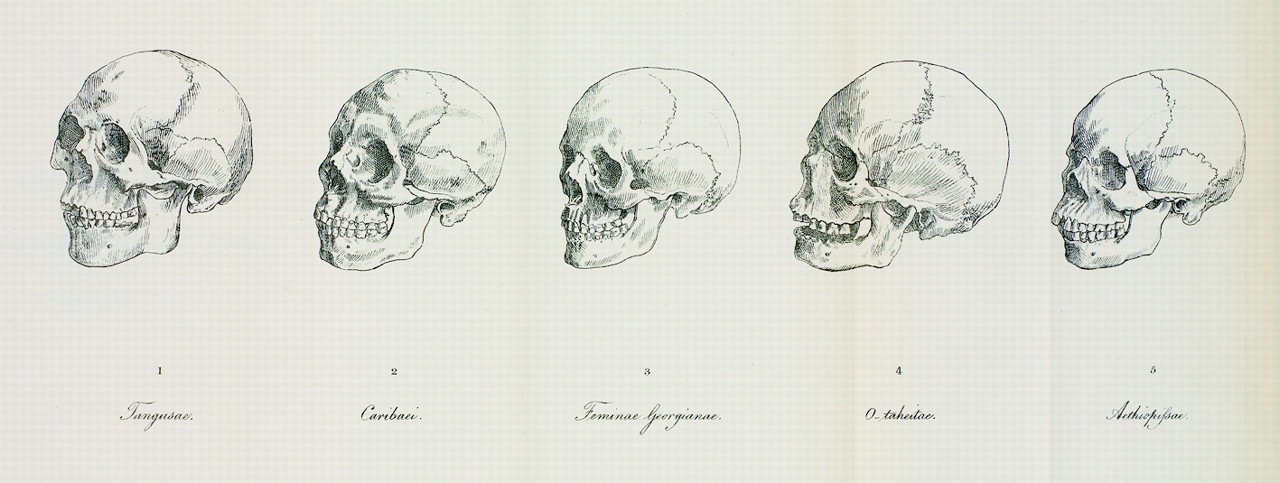
Les cinc races humanes, segons Blumenbach

Una de les seves principals contribucions a l'antropologia clàssica consistí en la defensa de la teoria de la unitat de l'espècie humana davant la posició científica predominant a l'època, que postulava l'existència d'una varietat d'espècies animals segons les característiques morfològiques dels diferents pobles.
Blumenbach, en canvi, afirmava que hi havia un únic origen etològic, estant tanmateix la raça huma formada per cinc divisions principals segons els diferents pobles: caucàsics, mongoloides, malais, americans i etíops o negroides. Segons Blumenbach, aquestes divisions estaven relacionades amb determinades característiques tant fisiològiques com psicològiques. Per a realitzar aquest estudi es basà en l'anàlisi craniomètic d'individus pertanyents a poblacions diverses.
Els resultats es recullen en la seva obra més representativa: Collectionis suae craniorum diversarum gentium illustratae decades. Una altra de les seves obres més significatives fou la seva tesi doctoral en antropologia, que rebé el nom De generis humani varietate nativa.
En biologia, introduí el concepte de Bildungstrieb ("força formadora") per a explicar el desenvolupament dels animals.

## Publicacions
- 1783-1788: Medicinische Bibliothek (Göttingen : J. C. Dieterich)
- 1786: Institutiones physiologicae (Göttingen : J. C. Dieterich)
- 1786: Introductio in historiam medicinae litterariam (Göttingen : J. C. Dieterich)
- 1787: D. Jo. Frid. Blumenbachii,... de Nisu formativo et generationis negotio nuperae observationes (Göttingen : J. C. Dieterich)
- 1788: D. Jo. Frid. Blumenbachii,... Commentatio de vi vitali sanguinis, recitata in consensu sollenni Soc. reg. scientiar. inter semisaecularia Academiae (Göttingen : J. C. Dieterich)
- 1788: Synopsis systematica scriptorum quibus inde ab inauguratione Academiae Georgiae Augustae d. 17 sept. 1737 usque ad sollemnia istius inaugurationis semisaecularia 1787 disciplinam suam augere et ornare studuerunt professores medici gottingenses, digessit et edidit Jo. Fr. Blumenbach (Göttingen : J. C. Dieterich)
- 1790: Jo. Frid. Blumenbachii,... Decas I (-VI) collectionis suae craniorum diversarum gentium illustrata (Göttingen : J. C. Dieterich)
- 1795: De Generis humani varietate nativa (Göttingen : Vandenhoek et Ruprecht)
- 1796-1805: Abbildunge naturhistorischer Gegenstände (Göttingen : J. H. Dieterich)
- 1798: Über die natürlichen Verschiedenheiten im Menschgeschlechte... (Leipzig : Breitkopf et Härtel)
- 1803: Specimen archoeologiae telluris terrarumque imprimis Hannoveranarum (Göttingen : H. Dieterich)
- 1803: Manuel d'histoire naturelle, traduit de l'allemand par François Artaud de Soulange (deux volumes, Metz : Collignon)
- 1805: Handbuch der vergleichenden Anatomie (Göttingen : H. Dieterich)
- 1806: Vergleichende Anatomie und Physiologie den Verdauungswerkzeuge der Säugethiere und Vögel (Berlin)
- 1807: Geschichte und Beschreibung der Knochen des menschlichen Körpers. Zweyte sehr vermehrte Ausgabe (Göttingen : H. Dieterich)
- 1807: A Short System of comparative anatomy traduit par William Lawrence (1785-1867) (Londres : Longman, Hurst, Rees et Orme)
- 1808: Specimen historiae naturalis, antiquae artis operibus illustratae, eaque vicissim illustrantis (Göttingen : H. Dieterich)
- 1810: Abbildunge naturhistorischer Gegenstände (Göttingen : H. Dieterich)